# Aechmea bahiana
Espèce
Classification phylogénétique
Aechmea bahiana est une espèce de plantes de la famille des Bromeliaceae, endémique du Brésil.

## Répartition
Cette plante est endémique du Brésil.

## Description
Dans sa publication de 1966, indique cette plante à fleurs peut mesurer jusqu'à un mètre de haut avec des feuilles de 70 cm.

## Systématique
Le nom correct complet (avec auteur) de ce taxon est Aechmea bahiana L.B.Sm.,.

### Étymologie
Son épithète spécifique, bahiana, fait référence à sa localité type, Rio de Contas (Bom Jesus, État de Bahia).

### Publication originale
- (en + la) Lyman B. Smith, « Notes on Bromeliaceae, XXIV », Phytologia, Inconnu, vol. 13, no 7,‎ octobre 1966, p. 454–465 (ISSN 0031-9430 et 2377-7583, OCLC 1590036, DOI 10.5962/BHL.PART.21852, lire en ligne).